# Зарічне (Багратіоновський район)
Зарічне (рос. Заречное) — селище Багратіоновського району, Калінінградської області Росії. Входить до складу Нівенського сільського поселення.
Населення — 124 особи (2015 рік).

## Географія
Селище розташоване за 25 км від районного центру — міста Багратіоновська, 16 км від обласного центру — міста Калінінграда та 1096 км від Москви.

## Історія
Мало назви Рамзен, Допзаттель, Ліпніккен до 1950 року.

## Населення
За даними перепису 2010 року, у селі мешкало 124 осіб, з них 61 (49,2 %) чоловіків та 63 (50,8 %) жінок. Згідно з переписом 2002 року, у селі мешкало 141 осіб, з них 73 чоловіків та 68 жінок.